# Isla Mujeres
Isla Mujeres è una piccola isola situata nel Mar dei Caraibi a 13 km dalla costa della parte nord-orientale della penisola di Yucatán nella parte nord est dello Stato di Quintana Roo, si trova proprio di fronte a Cancún.

## Descrizione
Fa parte del municipio di Isla Mujeres, che è molto più esteso poiché comprende anche oltre 1000 km² di territorio sul continente. L'isola è lunga circa 7 km e larga circa 650 m. Al censimento del 2005 aveva una popolazione di 13.315 persone, 11.147 erano gli abitanti della cittadina.
Da vedere la bella spiaggia di Playa Norte, con sabbia bianchissima, il Parco Garrafón, paradiso per gli amanti dello snorkeling e del mare, la spiaggia delle tartarughe e il caratteristico centro urbano, ricco di negozietti.
L'isola fu scoperta il 17 marzo 1517 dallo spagnolo Francisco Hernández de Córdova. Il nome di quest'isola significa Isola donne e deve il suo nome alle statue femminili ritrovate nei pressi del tempio dedicato alla dea della fecondità Ixchel a cui era dedicata in quanto la punta sud dell'isola è la prima parte del territorio messicano illuminata dai raggi solari al mattino.
L'isola offre anche la possibilità di vivere un'esperienza indimenticabile con i delfini.
I venti dell'isola consentono di godere di belle giornate anche quando sulla costa ci sono temporali.